# Grabkomplex von Salar und Sandschar al-Dschauli
Der 1303/04 errichtete Grabkomplex von Salar und Sandschar al-Dschauli steht in Kairo und beherbergt die Gräber zweier befreundeter Emire aus der Zeit der Bahri-Mamluken.
Der 1894 restaurierte Bau steht nicht weit entfernt von der Ibn-Tulun-Moschee an der Saliba-Straße. Er besitzt einen unregelmäßigen Grundriss und besteht in erster Linie aus zwei dicht aneinander liegenden Mausoleen, die direkt an die Straße grenzen und vor allem durch ihre beiden hohen Kuppeln auffallen. Hier ruhen Saif ad-Din Salar, der 1309 inhaftierte Armeechef Sultan an-Nasir Muhammads, und sein guter Freund Alam ad-Din Sandschar al-Dschauli (gest. 1344), welcher Gouverneur von Gaza und Hama war. Neben den Mausoleen steht ein bemerkenswertes Minarett, dessen Grundriss an der Basis zunächst quadratischen, auf der Höhe der beiden oberen Stockwerke jedoch schließlich rund ist. Sowohl die Kuppeln als auch das Minarett sind reich verziert. Entlang der beiden Mausoleen befindet sich eine Arkade, die geschmückte Steingitter aufweist. 
Teil des Komplexes sind auch ein Hof und eine Halle (9,3 × 8,7 m), deren einstige Funktion aber unbekannt ist. Es mag sich um eine Chanqah oder Madrasa gehandelt haben.